# Leptaulax masatakai
Leptaulax masatakai is een keversoort uit de familie Passalidae. De wetenschappelijke naam van de soort is voor het eerst geldig gepubliceerd in 2003 door Johki, Araya & Kon.